# Herbert Kroemer
Herbert Kroemer (Weimar, 25 agosto 1928 – Santa Barbara, 8 marzo 2024) è stato un fisico tedesco.

## Biografia
Fu professore all'Università della California di Santa Barbara. Conseguì il PhD all'Università Georg-August di Gottinga in fisica teorica nel 1952. 
Nel 2000 ricevette il Premio Nobel per la fisica assieme a Žores Ivanovič Alfërov per i loro studi per lo sviluppo delle eterostrutture dei semiconduttori usate nell'elettronica ad alta velocità e nell'optoelettronica.